# Cryptoperla stilifera
Cryptoperla stilifera is een steenvlieg uit de familie Peltoperlidae. De wetenschappelijke naam van de soort is voor het eerst geldig gepubliceerd in 1995 door Sivec.